# Hero Wanted
Hero Wanted è un film del 2008 diretto da Brian Smrz.
Il film, interpretato da Cuba Gooding Jr., Norman Reedus, Ray Liotta e Ben Cross, è stato distribuito direttamente per il mercato dell'home video il 29 aprile 2008. La pellicola fu girata quasi completamente a Sofia, in Bulgaria, nell'aprile 2007.

## Trama
Liam Case è un onesto netturbino americano e un eroe. Alcuni anni prima infatti, salvò una bambina da un'auto in fiamme a suo grande rischio. Il suo gesto eroico gli procurò infatti una grossa cicatrice alla schiena. Liam dopo questo fatto venne considerato una specie di eroe con grande felicità dei cittadini, ma la gloria presto se ne va. Liam infatti dopo un po' torna nell'anonimato e, preso dalla disperazione, inizia a darsi all'alcolismo.
Ha però l'occasione di rifarsi quando gli viene l'idea di inscenare una finta rapina e salvare la situazione per essere ricordato di nuovo come un eroe. Decide così di rivolgersi al suo amico e collega di lavoro Swain per mettere in atto il suo diabolico piano. Ma Swain corre ad avvertire una banda di viscidi criminali capeggiati da Derek e dai fratelli McGraw per farli partecipare alla rapina e spartirsi il denaro. Liam viene quindi tradito, poiché nel corso della rapina uno dei fratelli McGraw spara in testa alla cassiera di cui egli era segretamente innamorato. Da qui inizia una lunga scia di sangue e violenza che porterà Liam ad uccidere i due fratelli McGraw . Il suo gesto però non va giù agli altri componenti della banda che rapiscono la bambina che Liam aveva salvato dalla macchina in fiamme e danno appuntamento a quest'ultimo in una fabbrica abbandonata. Avviene una violenta sparatoria dove muoiono tutti i componenti della banda compreso Swain.
Infine Liam uccide Derek conficcandogli un bastone appuntito nel petto e riesce a salvare la ragazzina. Sembrerebbe tutto concluso, ma il detective Subcott, che già da tempo sospettava di Liam, gli punta la pistola intimandogli di farsi arrestare. Liam riesce però a fuggire grazie a Marley, la ragazzina che aveva salvato, la quale minaccia il detective di sparargli se questi non lascerà andare Liam. Liam allora, gravemente ferito, si reca in ospedale a trovare Keyla, la cassiera di cui era innamorato. Ma dal momento che Liam entra armato, un'infermiera chiama la polizia che giunge rapidamente in ospedale e lo arresta. Il film si conclude con Liam nel prato del carcere che conversa felicemente con Keyla.